# Pfarrkirche Großklein

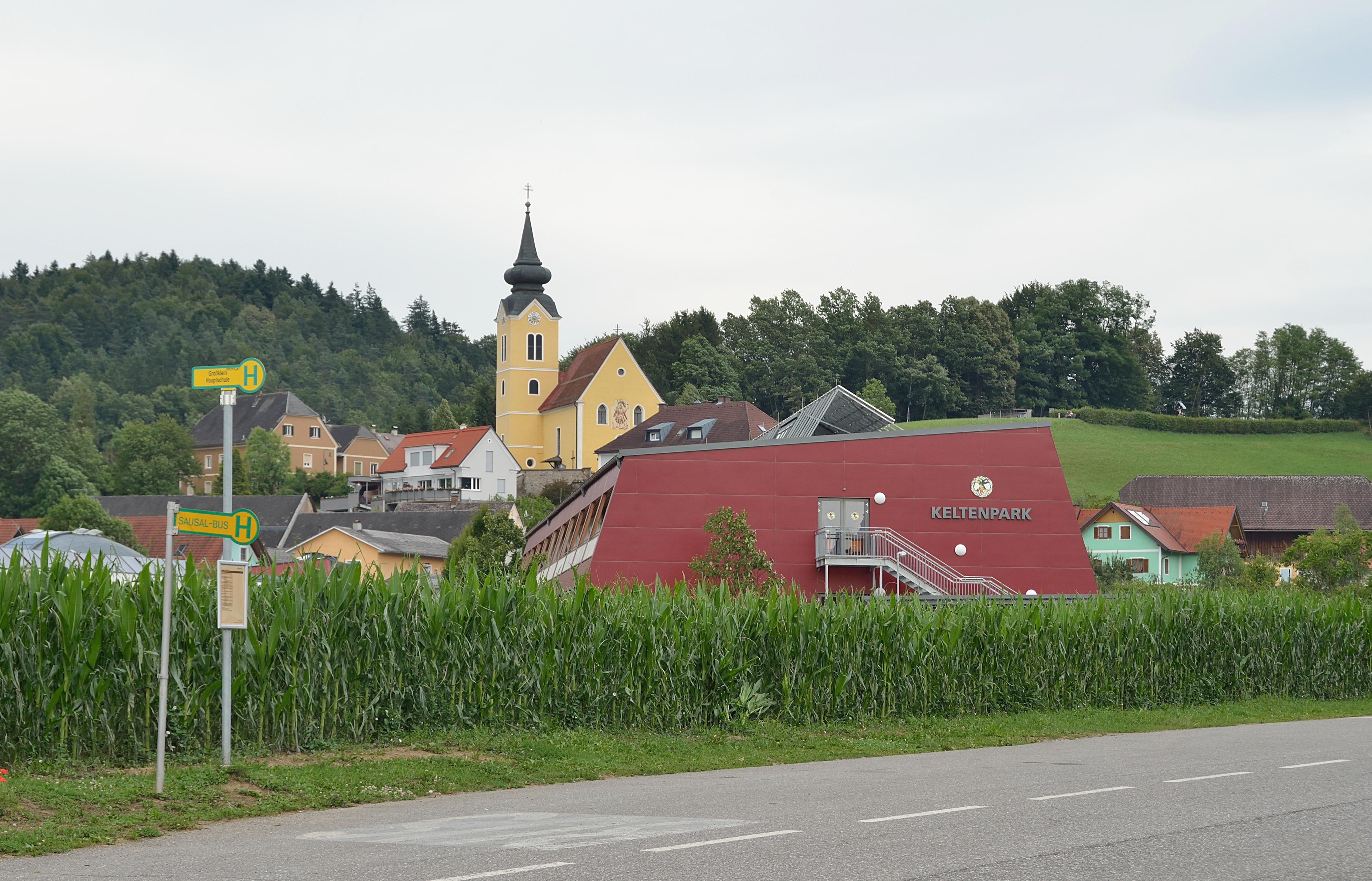
Katholische Pfarrkirche hl. Georg in Großklein

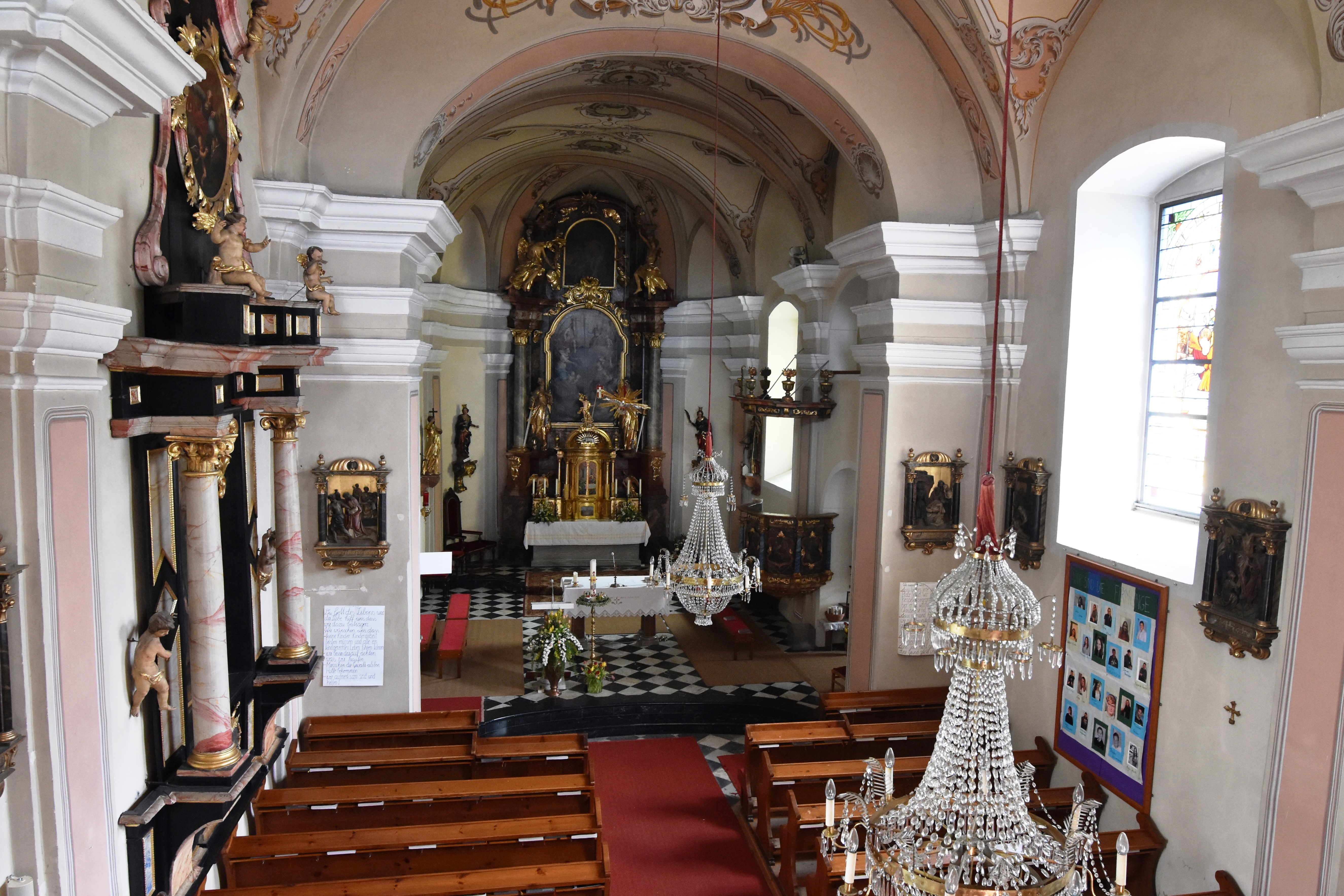
Langhaus, Blick in den Chor

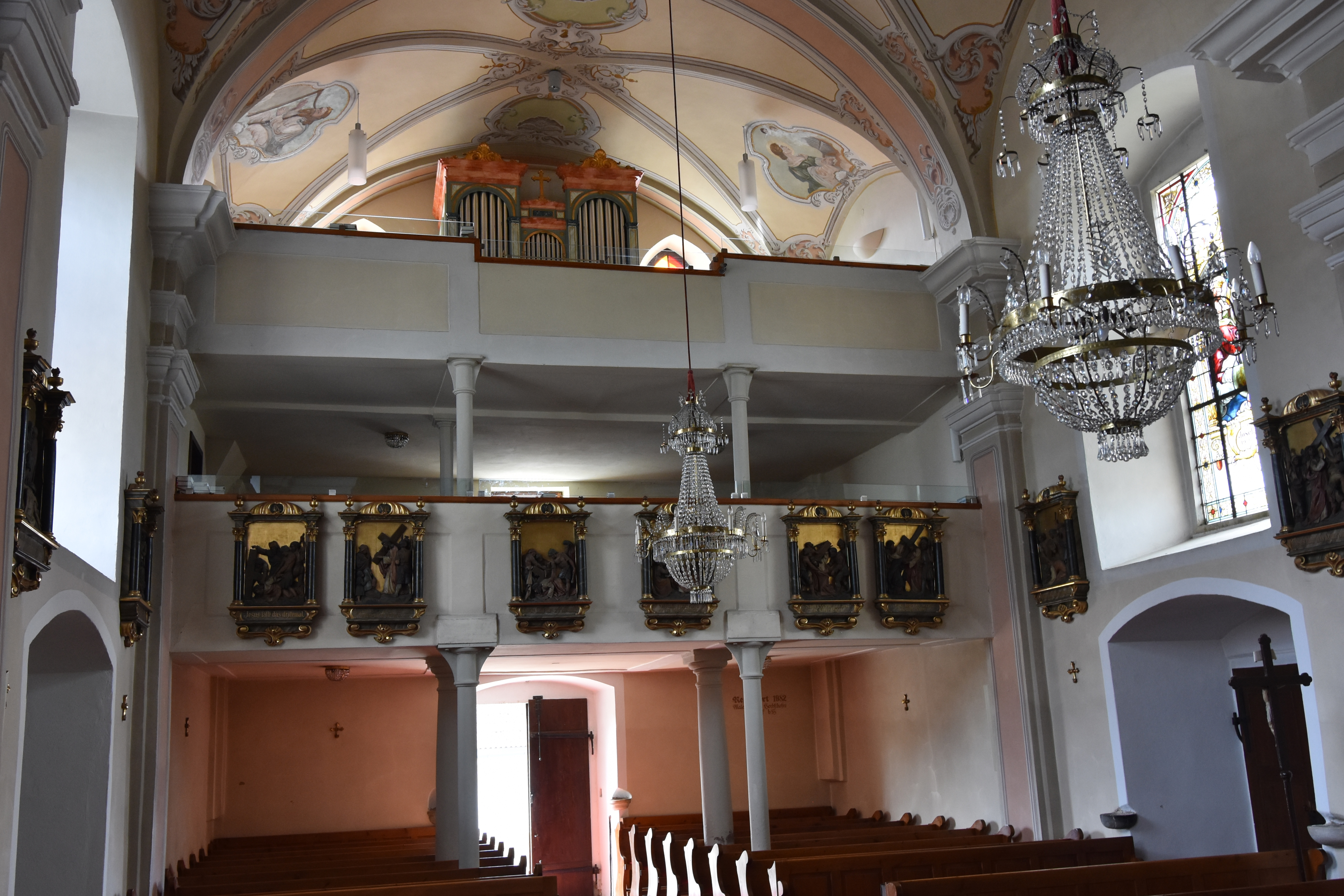
Langhaus, Blick zur Orgelempore

Die römisch-katholische Pfarrkirche Großklein steht erhöht in der Marktgemeinde Großklein im Bezirk Leibnitz in der Steiermark. Die dem Patrozinium des hl. Georg unterstellte Pfarrkirche gehört zur Region Südweststeiermark (Dekanat Leibnitz) in der Diözese Graz-Seckau. Die Kirche und der Friedhof stehen unter Denkmalschutz (Listeneintrag).

## Geschichte
Urkundlich wurde 1170 eine Kirche genannt. Die Filiale der Pfarrkirche St. Johann im Saggautal wurde 1787 zur Pfarrkirche erhoben.
Der barocke Um- und Neubau unter Einbeziehung des älteren Nordturmes erfolgte in der zweiten Hälfte des 17. Jahrhunderts. 1946 war eine Restaurierung.

## Architektur
Die Kirche in einem beengten Terrain ist von einem Friedhof umgeben.
Das Kirchenäußere zeigt Fassaden mit Wandpilastern. Der viergeschoßige Turm im nördlichen Chorwinkel trägt eine Spitzzwiebel. Es gibt einen Außenaufgang zum Turm, der Zugang zur Westempore und zum Oratorium im Chor erfolgt über die Sakristei.
Das Kircheninnere zeigt ein dreijochiges Langhaus, den eingezogenen Fronbogen und einen schmalen zweijochigen Chor mit einem Halbkreisschluss, die Wände mit flachen gestuften Wandpilaster und kräftigen Gesimskapitellen tragen Gewölbe auf Gurten. Die zweigeschoßige Westempore auf Gusseisensäulen entstand im 19. Jahrhundert.

## Einrichtung
Der Hochaltar um 1770/1780 zeigt ein Altarbild hl. Georg vor der Madonna kniend und trägt zwei weibliche Heiligenfiguren in der Art des Josef Holzinger (Franz Josef Holzinger?) aus Marburg. Die Seitenaltäre entstanden im ersten Drittel des 18. Jahrhunderts, der nördliche Altar zeigt das Bild Heiliger Wandel von Franc Krainer 1884, der südliche Altar wurde mittig 1887 zur Lourdesgrotte umgestaltet. Der Franz-Xaver-Altar in der Turmkapelle aus dem zweiten Viertel des 18. Jahrhunderts trägt Statuen der Heiligen Isidor und Notburga, ebendort daneben ein Taufstein mit dem zeitgleichen Aufsatz mit dem taufenden hl. Franz Xaver. Die Kanzel entstand um 1720/1730. Die Statue hl. Franz Xaver neben der Kanzel schuf Veit Königer 1765. Die Orgel aus 1901 mit 8 Registern stammt von Konrad Hopferwieser senior.
Eine Glocke nennt Urban Fiering 1534.